# 赵月枝

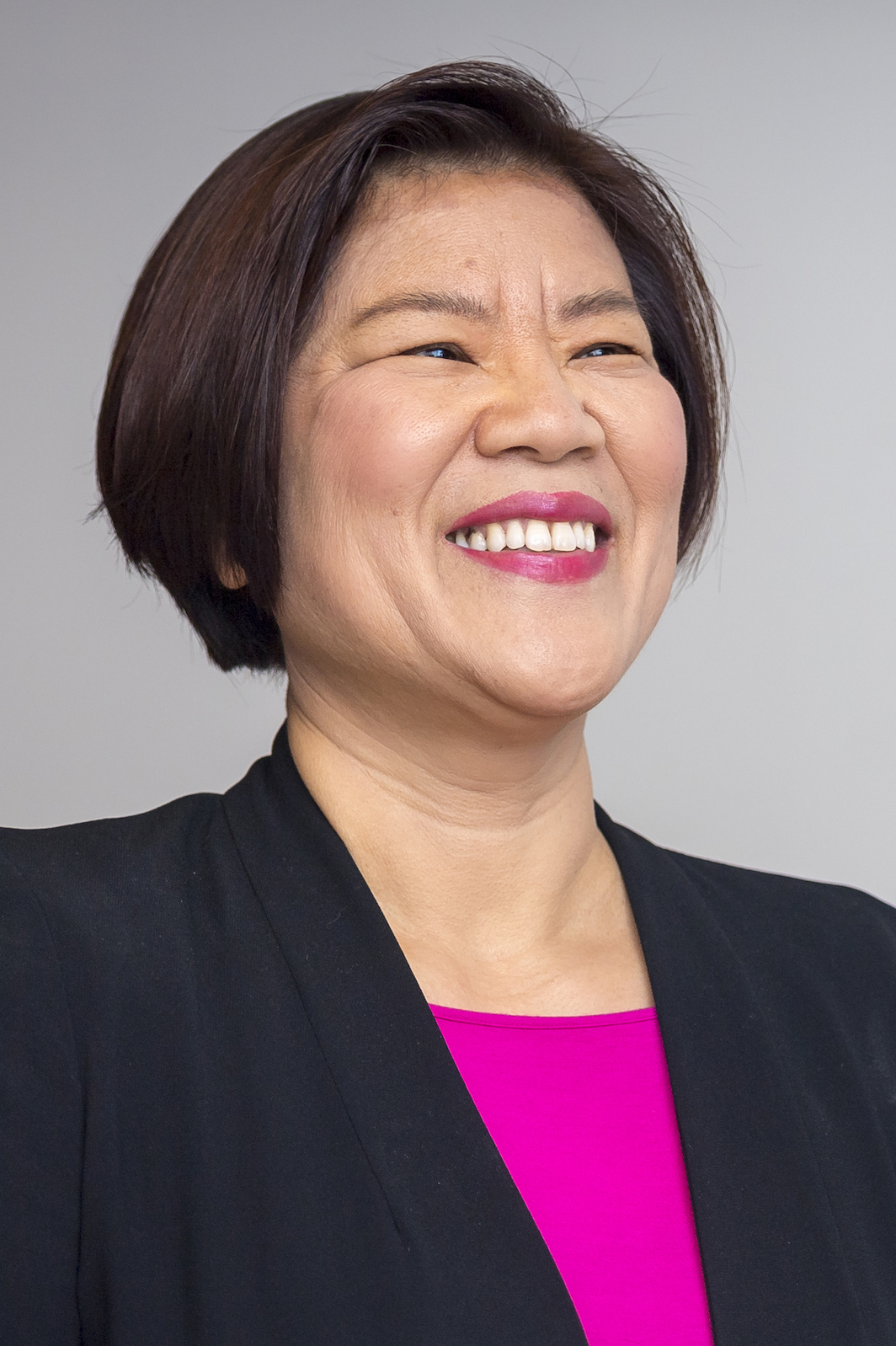

赵月枝（1965年—）加拿大华裔社会学家，传播政治经济学者。

## 生平
1965年出生在浙江省丽水市缙云县，1984年毕业于北京广播学院新闻系（现中国传媒大学新闻学院），1989年毕业于西门菲沙大学传播学硕士，1996年博士毕业。1997年担任圣迭戈加利福尼亚大学教师，2000年返回西门菲沙大学任教,后任西门菲沙大学传播学院副院长。2009年被任命为中国传媒大学长江讲座教授。